# Jürgen Markowitz
Jürgen Markowitz (* 1942) ist ein deutscher Soziologe.

## Leben und Arbeit
Markowitz absolvierte Ausbildungen als Elektroinstallateur und Radio- und Fernsehtechniker, die er 1959 bzw. 1962 mit der Gesellenprüfung abschloss. Nach dem Abitur 1965 begann er ein Studium der Soziologie an der Ruhr-Universität Bochum, das er 1973 mit dem Diplom abschloss.
Anschließend absolvierte er ein Volontariat bei der Neuen Rhein-/Neue Ruhr-Zeitung (NRZ) in Essen und Düsseldorf. 1978 wurde er an der Universität Bielefeld von dem Soziologen Niklas Luhmann promoviert, 1985 habilitierte er sich in Bielefeld und war dort anschließend bis 1992 Privatdozent. Parallel dazu übernahm er Gastprofessuren und Lehrstuhlvertretungen an der Universität-Gesamthochschule Essen, der Hochschule St. Gallen, der Universität Wien, der Universität Witten-Herdecke, der Universität Potsdam und der Verwaltungs- und Wirtschaftsakademie Hessen. Von 1989 bis 1993 war er außerdem freiberuflich im Bereich Kommunikationstraining, Organisationsentwicklung und Unternehmensberatung tätig. Von 1993 bis 2007 war Markowitz Professor für Soziologie am Institut für Soziologie der Martin-Luther-Universität Halle-Wittenberg.
Markowitz ist Mitglied der SPD. Er ist verheiratet und hat zwei Kinder. Er lebt in Bottrop-Kirchhellen.

## Schriften (Auswahl)
- Die soziale Situation. Entwurf eines Modells zur Analyse des Verhältnisses zwischen personalen Systemen und ihrer Umwelt. Frankfurt: Suhrkamp 1979. ISBN 3518075179
- Verhalten im Systemkontext. Zum Begriff des sozialen Epigramms. Diskutiert am Beispiel des Schulunterrichts. Frankfurt: Suhrkamp 1986. ISBN 3-518-57762-X
- (Hg. mit Dirk Baecker, Rudolf Stichweh, Hartmann Tyrell und Helmut Willke) Theorie als Passion. Niklas Luhmann zum 60. Geburtstag. Frankfurt: Suhrkamp 1987. ISBN 9783518578636